# Aéroport de Bar River
L'aéroport de Bar River est un aéroport situé en Ontario, au Canada.